# Rudinská
Rudinská je naseljeno mjesto u okrugu Kysucké Nové Mesto u Žilinskom kraju u Slovačkoj.

## Stanovništvo
| Godina:     | 1993. | 2003.   | 2013.   | 2023.   |
| ----------- | ----- | ------- | ------- | ------- |
| Broj ljudi: | 895   | 947     | 962     | 1034    |
| Razlika:    |       | +5,81 % | +1,58 % | +7,48 % |

| Godina:     | 2022. | 2023.   |
| ----------- | ----- | ------- |
| Broj ljudi: | 1024  | 1034    |
| Razlika:    |       | +0,97 % |

Prema podatcima o broju stanovnika iz 2023. godine naselje je imalo 1034 stanovnika.

## Vanjske poveznice
|  | Zajednički poslužitelj ima još gradiva o temi Rudinská |

- Službena stranica naselja (sl.)